# Озеро Чисте (заказник)
О́зеро Чи́сте — гідрологічний заказник місцевого значення в Україні. Об'єкт розташований на території Ковельського Волинської області, с. Броди. 
Площа — 58 га, статус отриманий у 1993 році.
Статус надано з метою охорони та збереження у природному стані однойменного озера карстового походження глибиною 15 м. із чистим, не зарослим водоростями дном. Навколо озера зростає сосновий ліс з домішкою берези повислої віком близько 50 років. У трав'яному ярусі зростають зелені мохи Bryophyta, а також чорниця (Vaccinium myrtillus), буяхи (Vaccinium uliginosum), брусниця звичайна (Vaccinium vitis-idaea). 
Іхтіофауна озера представлена такими видами: лящ (Abramis brama), короп (Cyprinus carpio), в'юн (Misgurnus fossilis), окунь (Perca fluviatilis), щука (Esox lucius), лин (Tinca tinca), плітка (Rutilus rutilus), карась сріблястий (Carassius gibelio) та інші види. Навколо озера гніздяться водні та навколоводні птахи.

## Галерея

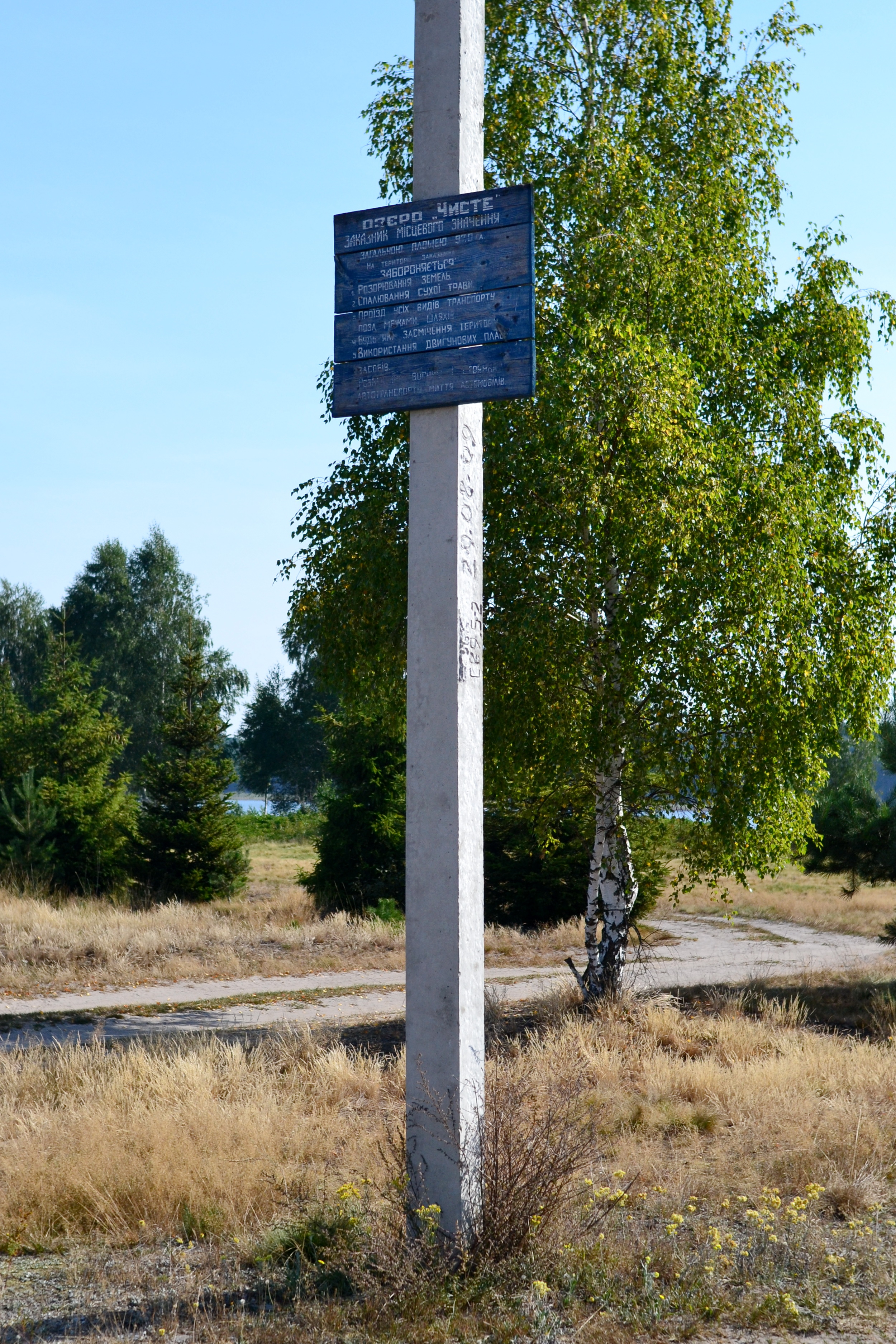
Інформаційна дошка
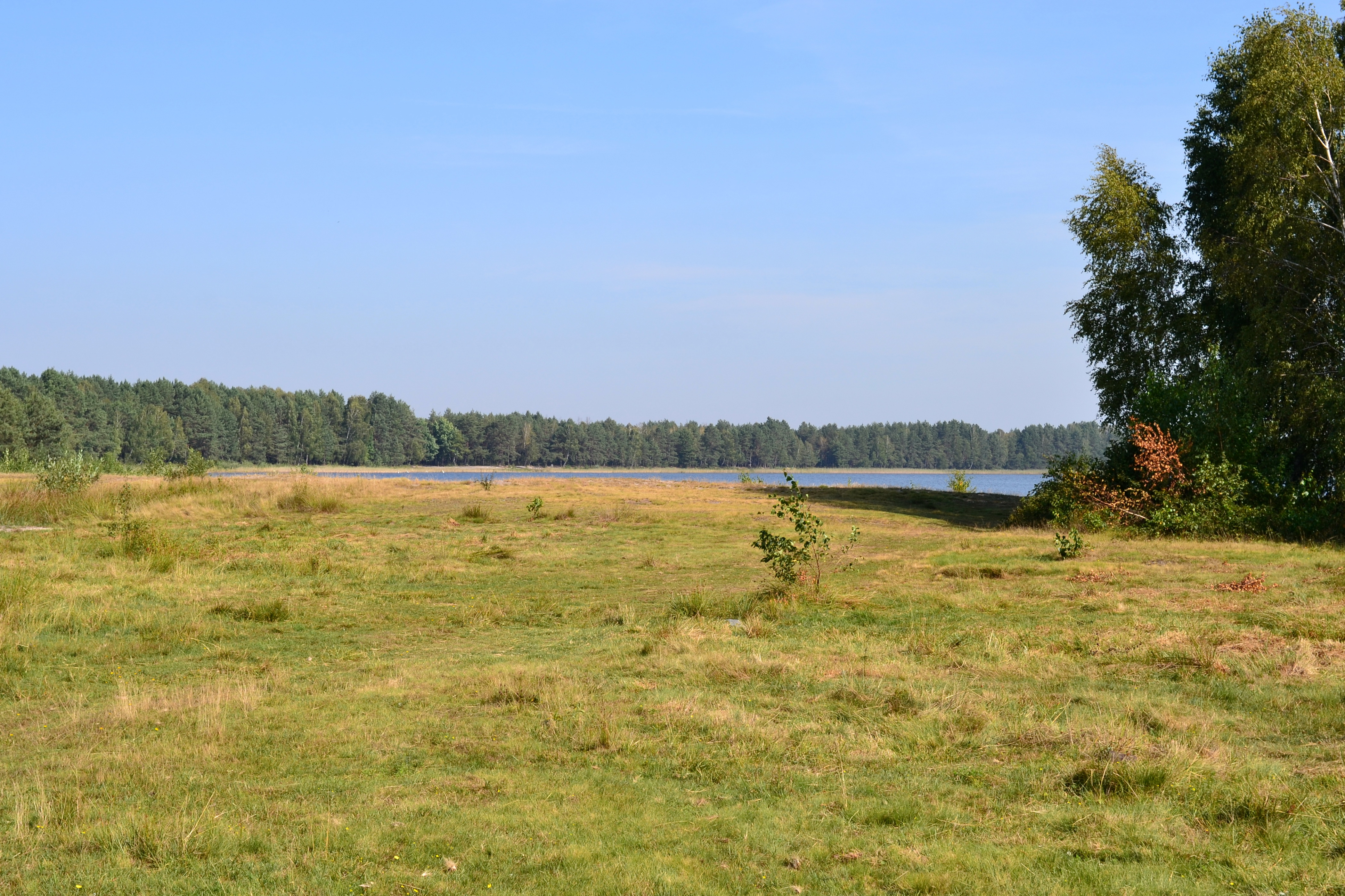
Вигляд з південного берега
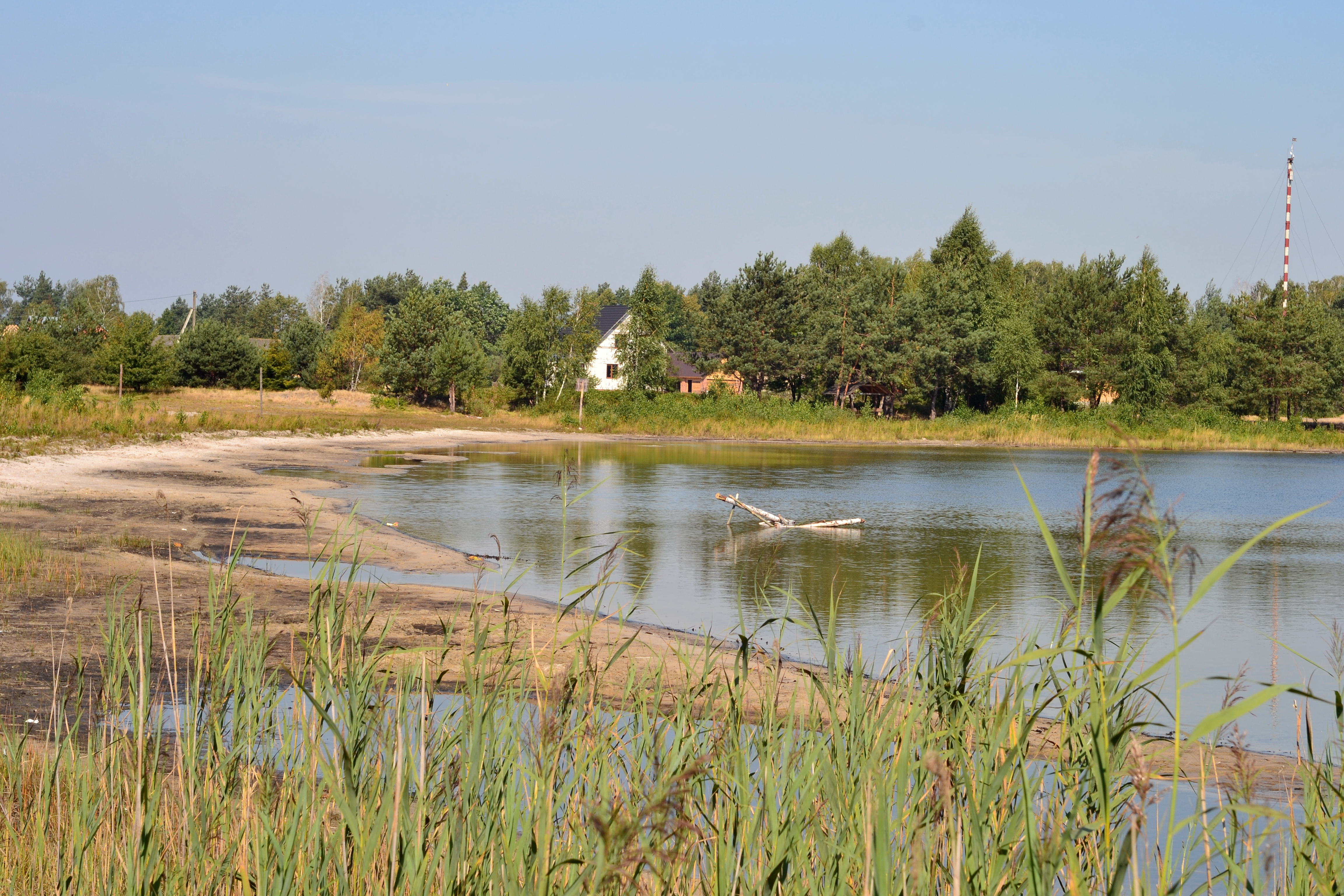
Вигляд з південного берега на пляж
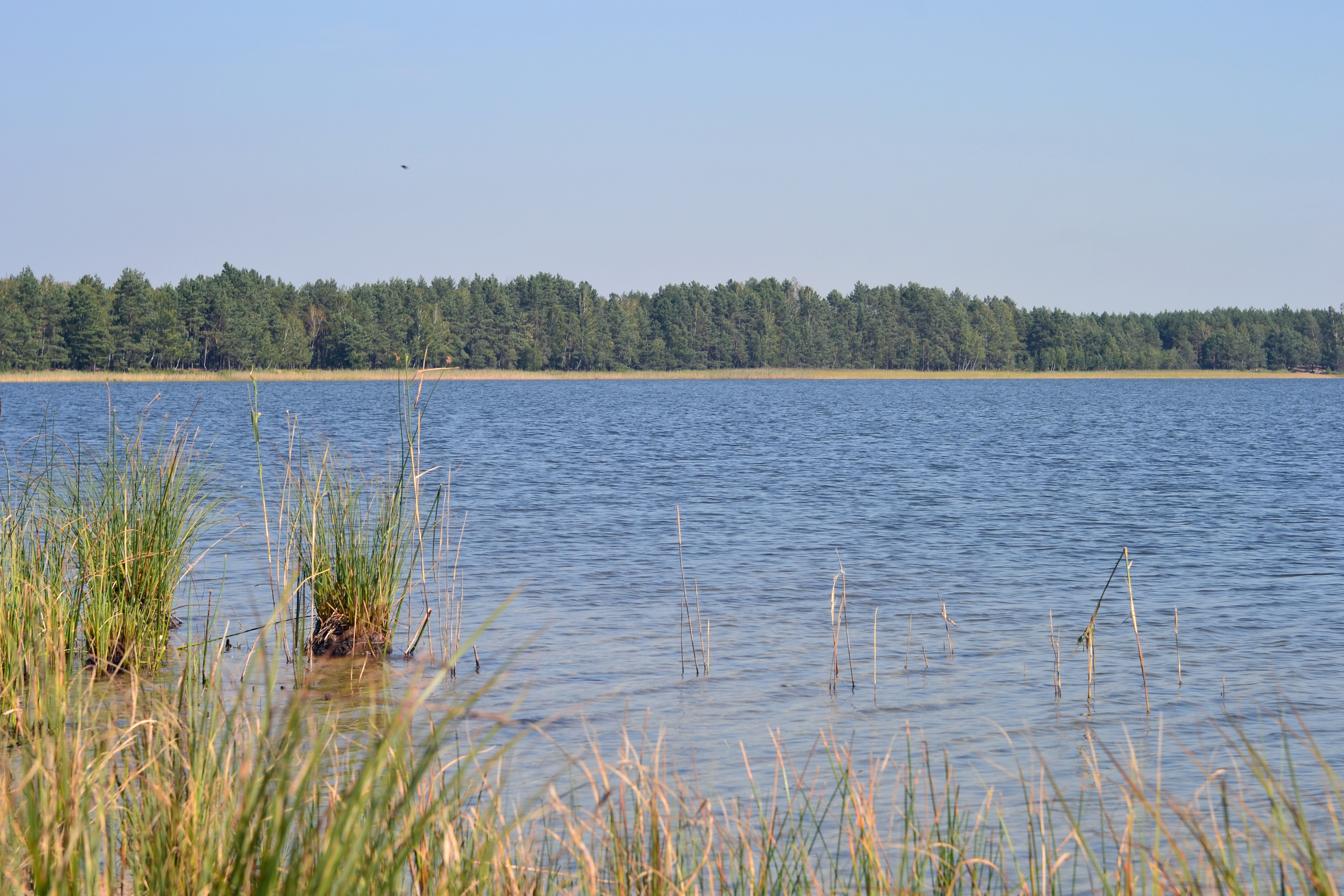
Вигляд із західного берега
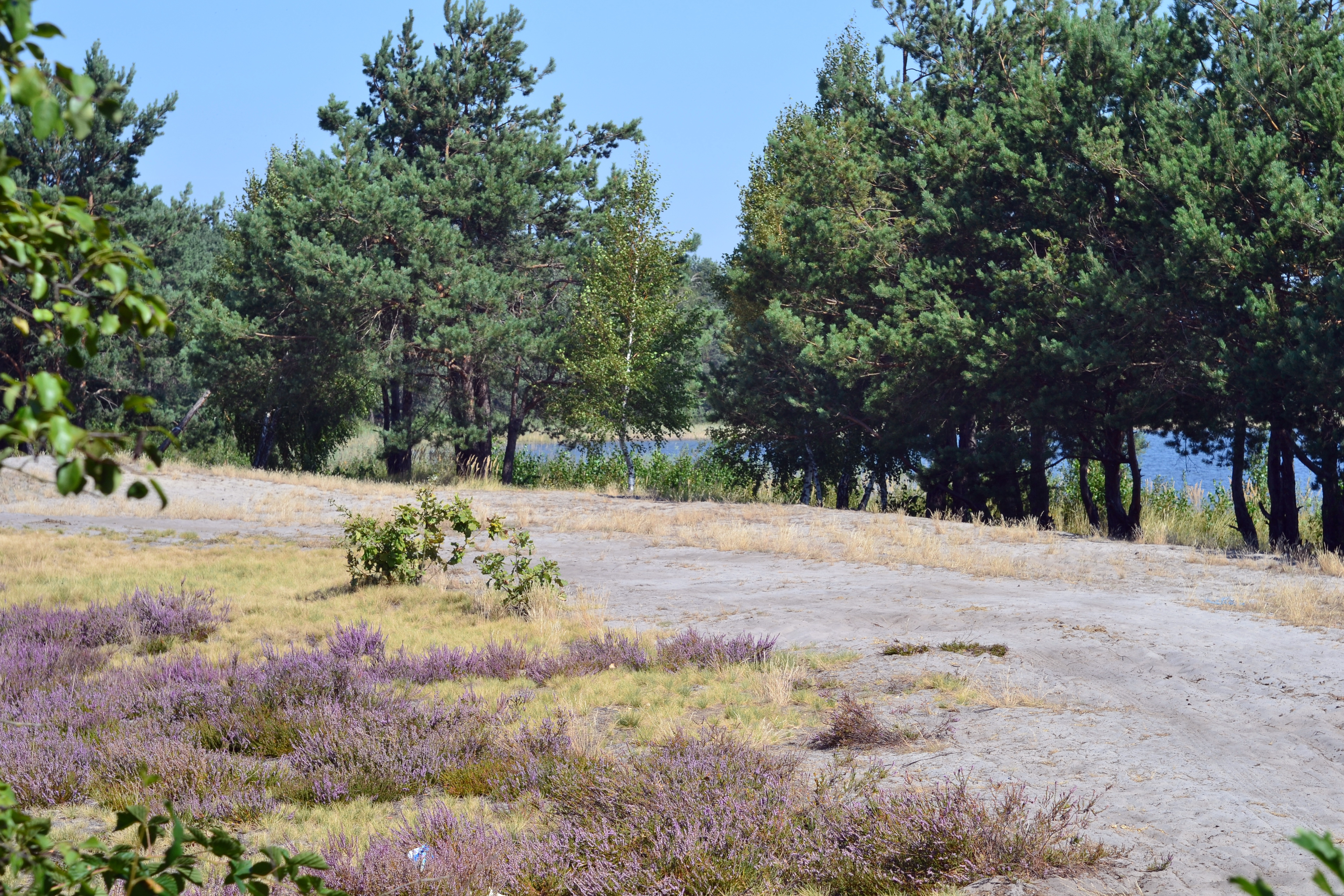
Поблизу західного берега